# بروس ويلسون
بروس ويلسون (مواليد 20 يونيو 1951) هو لاعب كرة قدم. يلعب مع منتخب كندا لكرة القدم. سبق له أن لعب في كأس العالم لكرة القدم مع منتخب بلاده.

## روابط خارجية
- بروس ويلسون على موقع الاتحاد الدولي (مؤرشف)  (الإنجليزية)
- بروس ويلسون على موقع قاعدة بيانات كرة القدم.إي يو (الإنجليزية)
- بروس ويلسون على موقع ناشيونال فوتبول تيمز (الإنجليزية)
- بروس ويلسون على موقع أوليمبيديا (الإنجليزية)
- بروس ويلسون على موقع قاعة كندا للمشاهير الرياضية (الإنجليزية)